# Clara Voghan
Clara Voghan (Capital Federal, Buenos Aires, Argentina, 1957) es el seudónimo de una escritora argentina de novelas románticas. Es contadora pública egresada de la Universidad Católica Argentina (U.C.A.), casada y con tres hijos, comenzó con sus relatos en 2001.

## Obra
Su obra, que ella misma ha definido como “Literatura para leer en el subte”, está constituida por relatos simples, de tipo sentimental, algunos muy breves y otros de más de cien mil palabras. Su lectura sumerge al lector en un mundo lleno de personajes reales, en una Argentina fantástica, que es la que le toca vivir. El género que prefiere podría catalogarse de costumbrismo disfrazado de romance, con constantes arrebatos de humor. Sus novelas, profusamente distribuidas por la Internet, han conquistado el corazón de las lectoras de España, América Latina y el mundo. En 2004 inició sus publicaciones digitales con la novela romántica Un saludo distinto, donde los protagonistas, Marcela y Damián, dos vecinos, nunca han imaginado que el verdadero amor pueda estar oculto en la casa de al lado.
A esta publicación siguieron dos novelas breves Renata (2005), cuya principal característica es que se halla centrada en las aventuras románticas de una muchacha con problemas de sobrepeso, y Soledad, sexo y pedagogía (2006), donde la hija de una sexóloga llena de prejuicios, encuentra el amor luego de pasar por una serie de enredos. Hacia fines de 2006 da a conocer la trilogía encabezada por la novela romántica Pequeños pecados, donde se inicia la saga de Victoria Ferrari. Posteriormente las historias colaterales se completan con la publicación de las novelas Volver a empezar (2007) y A través de mis ojos (2007).
En 2008 ha publicado digitalmente Elegir al mentiroso. Paula, su protagonista, ha llegado a Buenos Aires con el propósito de denunciar al asesino de su marido; para lograrlo, sólo contará con la ayuda de su jefe, un mentiroso profesional.

## Otras obras de la autora
Noche en blanco, radioteatro breve. En medio de su programa radial, una locutora recibe la visita imprevista de un viejo y perturbado amor.
Volver al corazón, teleteatro. Amigos desde la infancia, José y Javier se reencuentran en su pueblo natal, al que los dos han acudido en busca de un remanso para sus vidas agitadas. Allí han de participar en las historias de los que lo rodean, hasta lograr resolver la propia.
Paralelamente, en Buenos Aires, la vida de los tres amigos de Javier, tres médicos jóvenes que trabajan en su clínica, va a continuar a pesar de su ausencia.
Deliciosamente vulnerable, novela romántica. A pesar de compartir sus estudios, Marcela es el completo opuesto de Diego, un hombre rico y poderoso. Sin embargo, la atracción entre ambos es tan intensa que los ayudará a enfrentarse no solo a los prejuicios, sino también a la firme oposición del inescrupuloso padre del muchacho.
De un modo decente, guion cinematográfico de comedia romántica. Una prima firmemente decidida a arruinar la vida sentimental de la otra.
Una inquietante proximidad, novela romántica y guion cinematográfico. Desencantado de su pareja, Ignacio vuelve al país para encontrar una novia que le permita calmar sus añoranzas. En Buenos Aires, Clara, que acaba de descubrir el engaño de su novio y está quebrada, acepta de inmediato su proposición de matrimonio. Pero la intimidad entre ellos no va a ser fácil. Ambos tienen mucho que ocultar.
Ana, cuento. Apenas cumplidos los treinta, Ana se angustia porque cree que se ha convertido en una mujer poco interesante para los hombres. Sin embargo recibe un misterioso regalo de un no menos misterioso admirador. Publicado digitalmente para festividad de epifanía de 2006.
El Club de los Solteros o el jardín de los niños grandes, cuento (2008). Una joven abogada se propone obligar a un grupo de solteros empedernidos a comprometerse con sus parejas.
Una boda perfecta, cuento (2008). El divertido relato de una boda no tan perfecta.
La historia de Ifi, novela romántica interactiva desarrollada en el blog Amores de Clara Voghan